# Peugeot Streetzone

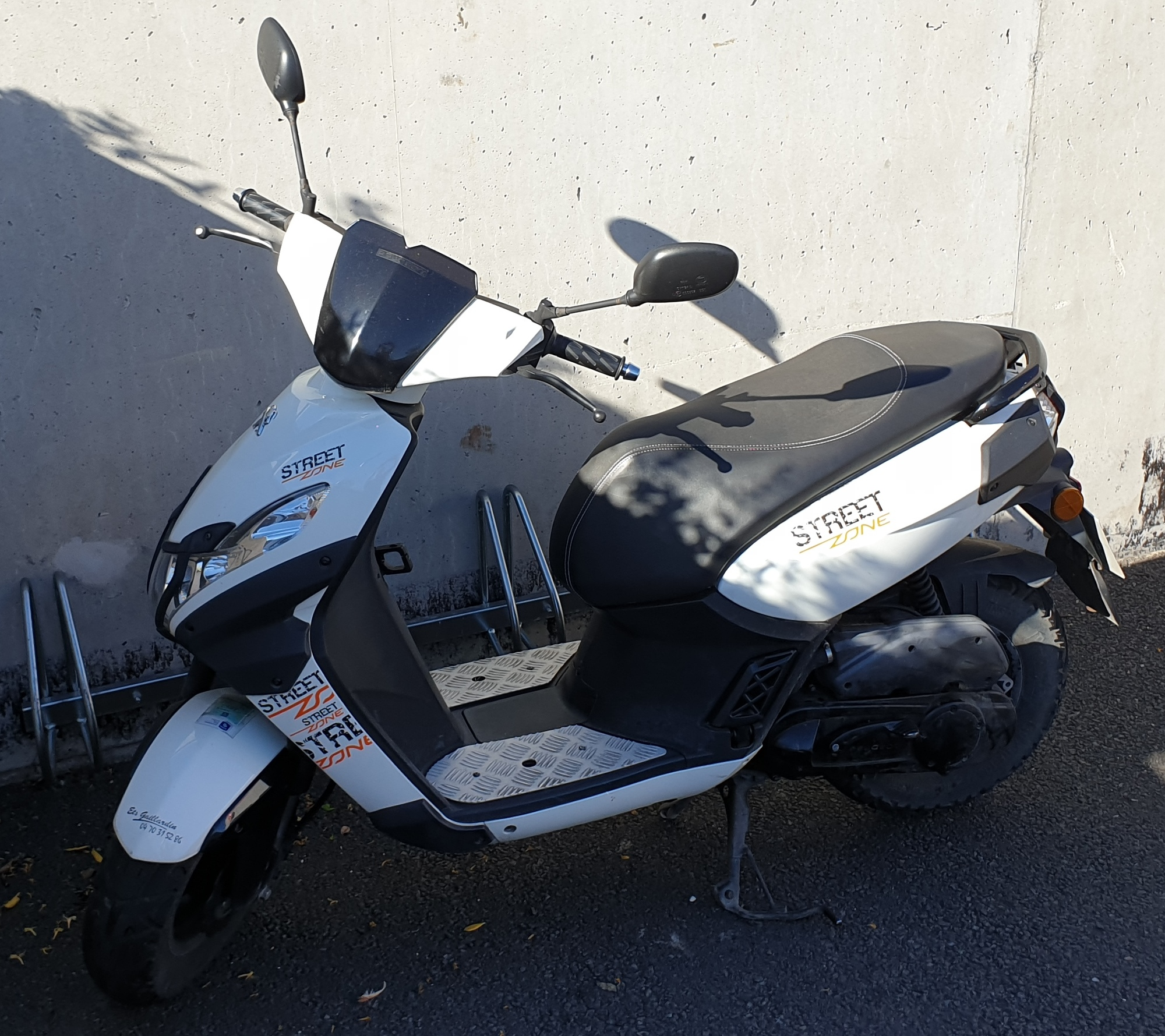
Peugeot Streetzone

Der Peugeot Streetzone ist ein Motorroller von Peugeot Motocycles mit stufenlosem Keilriemen-Automatikantrieb. Als Weiterentwicklung des Peugeot Kisbee ist er speziell für den Einsatz in städtischen Gebieten entworfen. Eine Variante mit Verbrennungsmotor ist etwa seit 2013 auf dem Markt.
Vom Kisbee unterscheidet sich der Streetzone unter anderem durch das Tacho-Display. Anstelle des analogen Tachometers hat der Streetzone ein digitales Tacho-Display, das dem des Peugeot Speedfight 4 ähnelt. Dieses digitale Instrumentenpanel zeigt außer der Geschwindigkeit den Kilometerstand und den Füllstand des Tanks an.
Auf dem Pariser Autosalon im Herbst 2022 wurde eine elektrisch angetriebene Version vorgestellt. Deren Höchstgeschwindigkeit beträgt im Eco-Modus 25 km/h im Boost-Modus 45 km/h.

## Technische Daten
|                        | Streetzone 50 10" Naked              | e-Streetzone                        |
| ---------------------- | ------------------------------------ | ----------------------------------- |
| Motor                  | Einzylinder-Viertaktmotor, 2 Ventile |                                     |
| Hubraum                | 50 cm³                               | –                                   |
| Bohrung × Hub          | 39 mm × 41,4 mm                      | –                                   |
| Höchstgeschwindigkeit  | Mofa: 25 km/h Roller/Moped: 45 km/h  | Mofa: 25 km/h Roller/Moped: 45 km/h |
| Leistung               | 2,6 kW (3,5 PS)                      |                                     |
| Starter                | Elektro- und Kickstarter             | –                                   |
| Kraftstoffaufbereitung | Elektronische Einspritzung           | –                                   |
| Tankinhalt Benzin      | 6,3 l                                | –                                   |
| Tankinhalt Öl          | Motor: 0,8 l Getriebe: 0,12 l        |                                     |
| Zündung                | Elektronische CDI-Zündung            | –                                   |
| Abgasnorm              | Euro 5                               |                                     |
| Vorderradaufhängung    | Hydraulische Teleskopgabel (68 mm)   |                                     |
| Hinterradaufhängung    | Hydraulisches Federbein (68 mm)      |                                     |
| Leergewicht [kg]       | 92                                   | 90 (mit einem Akku)                 |
| Reifen vorn            | 120/90-10 (mm/%-Zoll)                | 110/70-12 (mm/%-Zoll)               |
| Reifen hinten          | 130/90-10 (mm/%-Zoll)                | 110/70-12 (mm/%-Zoll)               |
| Bremsen vorn           | Shuricane-Scheibe (190 mm)           | Scheibenbremse                      |
| Bremsen hinten         | Trommel                              | Trommel                             |
| Kupplung               | Zentrifugalautomatik                 | –                                   |
| Maße (L × B × H)       | 1864 mm × 664 mm × 1166 mm           |                                     |
| Sitzhöhe               | 700 mm                               |                                     |
| Staufächer             | Staufach unter der Sitzbank          | Staufach unter der Sitzbank         |
| Preis (Neu)            | 2.209 €                              |                                     |